# La Zubia
La Zubia ist eine Gemeinde in der Provinz Granada der autonomen Gemeinschaft Andalusien in Spanien.